# دير كيفا
دير كيفا قرية لبنانية في القطاع الأوسط، تقع في قضاء صور من محافظة الجنوب وتبعد عن العاصمة بيروت حوالي 107 كم. ترتفع عن سطح البحر 540 مترا. من معالمها الأثرية قلعة مارون المشيدة على جبل يطل على الأودية والروابي المحيطة. يعود تاريخ القلعة إلى العصر الفينيقي وصولا إلى العصر المملوكي. يوجد فيها آبار لتخزين المياه على عدد أشهر السنة. وكذلك يحيط بها مدافن أثرية.
كيفا كلمة ارامية سريانية تعني الصخرة في العربية وبطرس في اليونانية، وهو لقب القديس سمعان بن يونا تلميذ يسوع المسيح.
يعتاش سكان دير كيفا على زراعة التبغ والحبوب على أنواعها، وتمتاز القرية بالأعداد الوفيرة من أشجار التين والزيتون. يبلغ عدد سكانها حوالي خمسه آلاف نسمة، يقطن منهم في القرية حوالي الألف نسمة فقط، أما الباقي فموزعين في دول الاغتراب كالبرازيل والولايات المتحدة وألمانيا وبعض دول الخليج العربي. استوطن عدد كبير من أبنائها في العاصمة بيروت، وذلك للبحث عن سبل الحياة والعمل المفقودين في القرية لعدم توفر الاستقرار الأمني والسياسي في الجنوب اللبناني.
إن هجرة أبنائها إلى الخارج وإلى بيروت هو بسبب أهمال الدولة ومن كان يمثلها في هذا القضاء على مر العقود أولا لم يتم تسجيل الموقع ضمن قائمة مواقع التراث العالمي، لأنهم تركو أهم قلعة في لبنان دون حماية حتى تم سرقت أحجارها. لو أن هذه القرية موجودة في دولة ثانية كانت تعتبر من أهم معالم ألاثار ومقصد للسياحة وهذا كفيل بان يعيش أبنائها فيها دون هجرة وليس لسبب أخر.